# Erster Geldrischer Erbfolgekrieg
Der Erste Geldrische Erbfolgekrieg war eine kriegerische Auseinandersetzung um die Erbfolge im Herzogtum Geldern zwischen 1371 und 1379. Nach dem Tod des letzten Herzogs aus dem Haus Flamenses stritten die Schwestern Mechthild und Maria um die Herrschaft. Der Konflikt wurde durch Gegensätze im geldrischen Adel befeuert und führte zum Eingreifen aller benachbarten Fürsten und Grafen. Die Auseinandersetzungen konnte schließlich die jüngere Schwester Maria für sich entscheiden, weil der Kaiser ihren Sohn mit Geldern belehnt hatte und Mechthild kinderlos geblieben war.

## Vorgeschichte
Am 22. August 1371 war der regierende Herzog von Geldern Eduard nach der Schlacht von Baesweiler von einem letzten Bogenschuss ins Auge getroffen worden und starb zwei Tage darauf. Sein älterer Bruder Rainald III., der wegen Unfähigkeit nach einem elfjährigen Bruderkrieg 1361 entmachtet und gefangengesetzt worden war, überlebte Eduard nur um wenige Monate – zu sehr hatte die Haft seine Gesundheit ruiniert. Am 4. Dezember 1371 starb der letzte Herzog aus dem Geschlecht der Flamenses und wurde mit Schwert und Schild neben seinem Bruder in der Zisterzienserabtei Graefenthal beigesetzt.
Erbberechtigt waren nun die beiden Schwestern der letzten Herzöge, Töchter aus der ersten Ehe Rainalds. II mit Sophia Berthout, Herrin von Mechelen: Mechthild, Frau des verstorbenen Grafen Johann von Kleve, und Maria, Frau des Herzogs Wilhelm von Jülich. Mechthild war zwar die ältere von beiden Schwestern, aber kinderlos, während Maria zwei Söhne hatte, nämlich den siebenjährigen Wilhelm und den sechsjährigen Rainald.
Die Schwestern unterwarfen sich an Weihnachten 1371 dem Urteil der Stände Gelderns. Diese waren jedoch uneins, was an einem Zwist zwischen den beiden bedeutendsten Adelsgeschlechtern Gelderns lag, den Bronkhorsten und den Heeckeren. Die Bronkhorsten waren unter Herzog Rainald II. mächtig geworden und unterstützten dessen Bündnispolitik mit König Eduard von England – Rainald hatte Eduards Schwester Eleonore geheiratet –, mit Kaiser Ludwig dem Bayern und mit Graf Wilhelm von Holland gegen den französischen König im Hundertjährigen Krieg. Nach Rainalds Tod entmachtete seine Ehefrau die französische Partei am Hofe des Herzogs endgültig und lehnte sich stark an den Grafen von Holland an. Sobald jedoch Rainald III. für vollmündig erklärt worden war, heiratete er die Tochter des Herzogs von Brabant und ging ins französische Lager über, was erheblichen Ärger im geldrischen Adel hervorrief. Verlierer dieses politischen Wechsels waren die Bronckhorsten. Als der neue Bischof von Utrecht das an Geldern verpfändete Oberstift Overijssel auslöste, wurden die Bronckhorsten als größte Pfandnehmer durch die geldrischen Parteigänger des Bischofs, die Heeckeren geschädigt, was eine zweijährige Fehde zur Folge hatte. Als Rainald diese Fehde zugunsten der Heeckeren entschied, gingen die Bronkhorsten in offene Opposition und versuchten mit dem jüngeren Herzogbruder Eduard Rainald III. zu stürzen. Ein elfjähriger Bürgerkrieg war die Folge, wobei sich Eduard auf die Hauptstadt Nimwegen, das Oberquartier Geldern, den Herzog von Jülich und den Grafen von Moers stützen konnte, während die Hochadelsgeschlechter in Zutphen und der Veluwe sowie der Herzog von Brabant, der Graf von Kleve und der Bischof von Utrecht zu Rainald hielten. Eduard gelang es schließlich, sich durchzusetzen, womit die regionalpolitische Ordnung aus der Zeit Rainald II. wiederhergestellt war: Holland, Jülich und Geldern in Anlehnung an England gegen Brabant und Lüttich in Anlehnung an Frankreich.

## Die Parteien
Aufgrund der inneren Gegensätze des Adels in Geldern wurde ab Januar 1372 eine militärische Auseinandersetzung immer wahrscheinlicher, weshalb beide Seiten Verbündete suchten.
Mechtild von Geldern verband sich mit der Herzogin Johanna von Brabant, deren Ehemann Wenzel sich seit der Niederlage von Baesweiler in der Gefangenschaft Wilhelms von Jülich befand. Um ihre Position zu verbessern und vielleicht doch noch einen Sohn zu bekommen, heiratete Mechthild am 14. Februar 1372 Johann II., Graf von Blois und Dunois, außerdem begütert in Holland und Zeeland. Jedoch huldigten Mechthild in Geldern nur die Residenzstadt Arnheim und die Heeckeren. Weil Wilhelms Sohn später Jülich und Geldern in Personalunion regieren würde, unterstützten alle niederländisch-niederrheinischen Grafen Mechthild mehr oder weniger offen. Eine Ausnahme waren hier der Graf von Moers und der Erzbischof von Köln Friedrich III. von Saarwerden, der aber keine aktive Unterstützung gewährte.
Die Hauptstadt Nimwegen und die meisten anderen Städte wandten sich mit den Bronkhorsten Maria von Jülich zu. Diese konnte den Anspruch ihres Sohnes auf Geldern legal am 22. Juni durchsetzen, als Kaiser Karl den noch unmündigen Wilhelm mit dem Herzogtum Geldern belehnte und gleichzeitig seinen Vater Wilhelm von Jülich zum Regenten bestellte – das war der Preis für die Freilassung von Karls Halbbruder Wenzel aus der Jülicher Gefangenschaft. Faktisch bedeutete für Maria die Anerkennung durch die Städte weitaus mehr als die kaiserliche Belehnung. Geldern war eines der städtereichsten Territorien des Reiches – darin wurde es nur noch von der Grafschaft Kleve übertroffen – und die Stadt Nimwegen kam in dieser Auseinandersetzung die entscheidende Rolle als einzige Stadt rheinabwärts von Köln mit mehr als 10.000 Einwohnern zu.

## Der Verlauf
Der Herzog von Jülich besetzte zunächst den am nächsten gelegenen Teil des Herzogtums, das Oberquartier Geldern mit den Städten Roermond (Quartiershauptstadt), Venlo und Geldern sowie der Burg Montfort. Jean de Châtillon und der Utrechter Bischof Arnold II. von Horn belagerten 16 Wochen vergeblich die Stadt Geldern, womit der Besitz des Oberquartiers für Wilhelm von Jülich erst einmal gesichert war. Im Quartier Nimwegen gewann Johann II. von Blois die Stadt Lobith, verlor jedoch Arnheim. Sein Parteigänger Goswin von Varick gewann dagegen Tiel, verlor dies jedoch alsbald wieder an den Herzog von Jülich. Dieser verlor es seinerseits – wie auch die Städte Venlo und Haderwyck – an Bischof Arnold. Herzog Wilhelm fiel dafür in Utrecht ein und plünderte Amerongen, Doorn, Zeist und de Bild. Graf Johann nahm im Gegenzug Zaltbommel und plünderte die Stadt. Eine Atempause erhielt der Herzog von Jülich, als der Bischof von Utrecht durch eine Fehde mit Albrecht von Holland in den Jahren 1373 und 1374 als Gegenspieler ausfiel. Die Bronckhorsten wechselten mehrmals die Seiten, teils aus Gefälligkeit für eine geringe Auslöse aus Gefangenschaften, teils aus Berechnung.
Da Mechthild aber keine Aussicht mehr auf Kinder hatte – sie war um die fünfzig – verbesserten sich die Aussichten für Maria von Jahr zu Jahr. Ein Vergleich aus dem Jahr 1374 zwischen Mechthild und Maria sollte das Land in Einflusssphären aufteilen: Das Quartier Nimwegen nördlich von Rhein und Waal sowie die Veluwe sollten an Mechthild, Zutphen und Obergeldern an Maria fallen. Mit dieser Regelung zeigten sich aber die wenigsten Städte einverstanden, Arnheim nicht und Zutphen auch nicht. Vielmehr erreichte man als Konsens, dass diese Übergangsregelung nur bis zur Volljährigkeit Wilhelms von Jülich gelten sollte.
Als Kaiser Karl IV. am 29. November 1377 den nun vierzehnjährigen Wilhelm von Jülich mit dem Herzogtum Geldern und der Grafschaft Zutphen belehnte, neigte sich die Gunst endgültig dem Haus Jülich zu. Denn im selben Jahr wurde Bischof Arnold von Utrecht nach Lüttich transferiert und Johann II. von Blois zog sich auf seine holländischen Güter zurück. Mechthild kämpfte fortan alleine, geriet aber durch das persönliche Erscheinen Wilhelms von Jülich auf dem Schauplatz völlig in die Defensive. Zudem wurde sie durch den Schlachtentod Walter von Voorsts ihrer entschiedensten innergeldrischen Stütze beraubt. Wilhelm gelang es dadurch, eine übergeordnete Stellung zwischen den Heeckeren und Bronckhorsten einzunehmen, wie sie seit Rainald II. kein Herzog mehr gehabt hatte. Schließlich gelang es den Jülicher Truppen in der Schlacht bei Hönnepel, die Parteigänger Mechthilds völlig zu überrumpeln und jeglichen militärischen Widerstand zu brechen. Mechthild gab deshalb am 24. März 1379 ihre Ansprüche auf das Herzogtum Geldern und die Grafschaft Zutphen, gegen die Entschädigung einer Jahresrente von 33.000 Goldschilden und den Zoll von Lobith auf Lebzeiten, auf – wie viel sie davon tatsächlich erhalten hat, ist fraglich. Sie starb fünf Jahre später in Huissen am 21. September 1384.

## Folgen
Außenpolitisch trat Wilhelm I. von Geldern das Erbe Rainalds II. und Eduards von Geldern an, indem er die Verlobte Eduards, Katharina von Bayern-Holland, am 18. September 1379 heiratete und die anti-brabantische Politik dieser beiden Vorgänger fortsetzte. Mit dem Tod seines Vaters wurde Wilhelm auch Herzog von Jülich und herrschte über beide Herzogtümer. Allerdings kam es zu keinem Verbund beider Territorien, vielmehr lag der einzige Zusammenhalt in der Person des Herzogs. Wie Rainald II. versuchte auch Wilhelm, Geldern auf Kosten Kleves und Brabants auszudehnen. Vor den Mauern von Kleve scheiterte er aber 1397 in der Schlacht von Kleverhamm und musste der ebenbürtigen Dynastie Kleve-Mark die Stadt Emmerich für immer abtreten. Gegen Brabant war ihm mehr Erfolg beschieden. Am Ende seiner Herrschaft stand der Erwerb von Grave und Cuik im Quartier Nimwegen, wobei es aber auch hier fraglich erscheint, ob dieser Gewinn die Kosten der jahrelangen Fehden überwog, die insbesondere das Jülicher Gebiet heimsuchten.
Da er selbst kinderlos blieb und auch sein Bruder Rainald keine legitimen Nachkommen hatte, starb das Haus Jülich-Geldern schon nach einer Generation 1423 aus. Um die Nachfolge kämpfte im Zweiten Geldrischen Erbfolgekrieg Wilhelms Großneffe Adolf, Herzog von Berg und Graf von Ravensberg als nächster männlicher Verwandter aus dem Hause Jülich – beide Linien hatten sich gegenseitige Erbfolge zugesagt – gegen Johann von Loon, Herrn zu Heinsberg, als weiteren Großneffen – allerdings nur über die Tante Wilhelms, Philippina von Jülich – und schließlich Arnold von Egmond, Herr von Arkel, dessen Mutter Maria die Erbtochter von Johann von Arkel und Wilhelms Schwester Johanna war. Während ersterer sich in Jülich durchsetzen konnte und sich mit zweiterem verglich, erstritt sich letzterer das Herzogtum Geldern, weshalb beide Länder bis heute getrennt sind, obwohl die niederländische Provinz Gelderland nach wie vor das Herzogwappen Wilhelms mit den beiden Löwen von Jülich (schwarz auf gold) und Geldern (blau auf gold) führt.